# Municipio de Guthrie (condado de Izard)
El municipio de Guthrie (en inglés: Guthrie Township) es un municipio ubicado en el condado de Izard en el estado estadounidense de Arkansas. En el año 2010 tenía una población de 109 habitantes y una densidad poblacional de 1,4 personas por km².

## Geografía
El municipio de Guthrie se encuentra ubicado en las coordenadas 36°12′50″N 92°0′24″O / 36.21389, -92.00667. Según la Oficina del Censo de los Estados Unidos, el municipio tiene una superficie total de 78.11 km², de la cual 78,11 km² corresponden a tierra firme y (0 %) 0 km² es agua.

## Demografía
Según el censo de 2010, había 109 personas residiendo en el municipio de Guthrie. La densidad de población era de 1,4 hab./km². De los 109 habitantes, el municipio de Guthrie estaba compuesto por el 97,25 % blancos y el 2,75 % eran de una mezcla de razas. Del total de la población el 0 % eran hispanos o latinos de cualquier raza.